# Wolfgang Laib
 (mai 2024).
Si vous disposez d'ouvrages ou d'articles de référence ou si vous connaissez des sites web de qualité traitant du thème abordé ici, merci de compléter l'article en donnant les références utiles à sa vérifiabilité et en les liant à la section « Notes et références ».
Wolfgang Laib né le 25 mars 1950 à Metzingen, est un artiste allemand.

## Biographie
Wolfgang Laib est issu d'une famille de médecins de Biberach. Dans les années 1970, il étudie lui aussi la médecine à Tübingen. Très tôt, il s'intéresse à l'art. Sous l'influence de son mentor de Biberach, le peintre de paysage Jakob Bräckle, il s'intéresse aussi à la culture et à la philosophie d'Extrême-Orient.
Laib fait souvent des travaux de land art ; on voit aussi, dans son travail, des influences de l'art minimal. Il utilise des matériaux naturels, comme la cire d'abeille, le pollen et le riz, caractéristiques de ses œuvres.
Dans les années 1990, il passe six mois de l'année dans un village de Forêt-Noire où il ramasse le pollen des pissenlits. Il est surtout connu par ses Milchsteine (dites pierres de lait), des grands blocs de marbre creusés profondément et remplis avec du lait.
Une première rétrospective de son œuvre a, de 2000 jusqu'en 2002, parcouru les États-Unis et fut, entre autres, au Hirshhorn Museum à Washington. Cette rétrospective a été montrée ultérieurement à la Haus der Kunst de Munich.

## Expositions
- 1976
  - Gallery Müller-Roth, Stuttgart
- 1978
  - Gallery Salvatore Ala, Milan
  - Gallery Konrad Fischer, Düsseldorf
  - Kunstraum München
  - Gallery Rolf Preisig, Bâle
- 1979
  - Gallery Sperone Westwater Fischer, New York
  - Kabinett für aktuelle Kunst, Bremerhaven
  - Gallery Jean & Karen Bernier, Athènes
- 1980
  - Ink, Zürich (avec Brice Marden, Mario Merz, Gilberto Zorio)
- 1981
  - Gallery Sperone Westwater Fischer, New York
  - Gallery Max Hetzler, Stuttgart
  - Galerie Chantal Crousel, Paris
  - Kabinett für aktuelle Kunst, Bremerhaven
- 1982
  - Gewad, Gent
  - Gallery Konrad Fischer, Zürich
  - Biennale de Venise, pavillon allemand (avec Hanne Darboven et Gotthard Graubner)
- 1983
  - Museum Mönchengladbach
  - Gallery Konrad Fischer, Düsseldorf
- 1984
  - Kabinett für aktuelle Kunst, Bremerhaven
- 1985
  - Gallery Maeght Lelong, New York (avec Robert Ryman et Wilson)
  - Kunstverein St. Gallen
  - Whitechapel Art Gallery, Londres
- 1986
  - ARC, Musée d'Art moderne, Paris
  - Gallery Maeght Lelong, New York
  - Galerie Crousel/Hussenot, Paris
  - CAPC - musée d'Art contemporain de Bordeaux
- 1987
  - Gallery Buchmann, Bâle
- 1988
  - Gallery Lelong, New York
  - Des Moines Art Center, Des Moines
  - Gallery Burnett Miller, Los Angeles
- 1989
  - Musée de Rochechouart
  - Fundació Joan Miró, Barcelona
  - Museum of Contemporary Art, Chicago (avec Mario Merz et Walther)
  - Gallery Buchmann, Bâle
  - Galerie Crousel/Robelin, Paris
  - Württembergischer Kunstverein, Stuttgart
- 1990
  - Kabinett für aktuelle Kunst, Bremerhaven
  - Gallery Buchmann, Bâle
  - Galerie des Beaux-Arts, Bruxelles
  - Kunstmuseum Luzern
  - Gallery Konrad Fischer, Düsseldorf
  - Gallery Burnett Miller, Los Angeles
  - Gallery Rhona Hoffmann, Chicago
  - Watari-um, Tokyo Lightseed (avec Cy Twombly, Michel Verjux)
- 1991
  - Gallery Sperone Westwater, New York
  - Gallery Senda, Hiroshima
  - Gallery Buchmann, Bâle
  - Gallery Karansha, Tokyo
  - Galerie Crousel/Robelin, Paris
  - Center of Contemporary Art, Santa Fe
- 1992
  - Centre Pompidou, Paris
  - Gallery Artiaco, Naples
  - Museo Comunale, Ascona
  - Douglas Hyde Gallery, Dublin
  - Kunstmuseum Bonn
  - CAPC, Musée d’art contemporain, Bordeaux
  - Moca, The Museum of Contemporary Art, Los Angeles
- 1993
  - Gallery Sperone Wetswater, New York
  - De Pont Fondation, Tilburg
  - Gallery Buchmann, Bâle
- 1994
  - The Henry Moore Sculpture Trust, Halifax
  - Kabinett für aktuelle Kunst
  - Gallery Ropac, Salzburg
  - Camden Arts Centre, Londres
- 1995
  - Installation Museum Sprengel, Hannover
  - Gallery Sperone Westwater, New York
- 1996
  - Gallery Konrad Fischer, Düsseldorf
  - Diözesanmuseum, Cologne
  - Gallery Ropac, Salzburg
  - Gallery Artek, Helsinki
  - Gallery Chantal Crousel, Paris
  - Gallery Kenji Taki, Nagoya
- 1997
  - Gallery Kenji Taki, Nagoya
  - Staatliche Kunsthalle, Karlsruhe
- 1998
  - The Arts Club of Chicago
  - Gallery Sperone Westwater, New York
  - Gallery Kenji Taki, Nagoya et Tokyo
  - Gallery Artiaco, Naples
- 1999
  - Carré d'art, Nîmes
  - Gallery 1000 Eventi, Milan
  - Kunsthaus Bregenz
- 2000
  - Gallery Buchmann, Cologne
  - Sara Hildén Art Museum, Tampere
  - Gallery Anthony Meier, San Francisco
  - Berkeley Art Museum and Pacific Film Archive
  - Hirshhorn Museum and Sculpture Garden, Washington
- 2001
  - Henry Art Gallery,Seattle
  - Gallery Konrad Fischer, Düsseldorf
  - Musée d'Art de Dallas
  - Sprengel Museum, Hannover
  - Museum of Contemporary Art, Scottsdale, Arizona
- 2002
  - Museum of Contemporary Art, La Jolla, San Diego
  - Gallery Chantal Crousel, Paris
  - Folkwang Museum, Essen
  - The Douglas Hyde Gallery, Dublin
  - Haus der Kunst, Munich
  - Gallery Leslie Tonkonow, New York
  - Gallery Sperone Westwater, New York[1]
- 2003
  - Toyota Municipal Museum of Art, Toyota City
  - The National Museum of Modern Art, Tokyo
  - Gallery Kenji Taki, Tokyo
  - Marugame Genichiro-Inokuma Museum of Contemporary Art, Marugame
  - National Museum of Contemporary Art, Séoul
  - Gallery Caratsch, de Pury &Luxembourg, Zurich
- 2004
  - Gallery Buchmann, Cologne
  - Guangdong Museum of Art, Guangzhou
  - Museum Villa Rot, Burgrieden-Rot/Ulm[2]
  - Gallery Rizziero Arte, Pescara
  - University of Fine Arts, Hanoi
- 2005
  - Kunstmuseum Bonn
  - Lawrence Wilson Art Gallery, Perth
  - De Pont Museum, Tilburg
  - Australian Centre for Contemporary Art, Melbourne
  - Galerie d'art de Nouvelle-Galles du Sud, Sydney
  - MACRO, Rome
  - Fondation Beyeler, Bâle
  - Musée d'Art d'Auckland, Nouvelle-Zélande
- 2006
  - Institute of Contemporary Arts, Lasalle-SIA, Singapour
  - Galerie Lelong, Paris
- 2008
  - Musée de Grenoble, Without place, Without Time, Without Body

- 2024 
  - Musée de l'Orangerie, Paris

## Récompenses
- 1987 : prix Arnold-Bode-Preis (de), documenta de Cassel

### Article
- Waldemar Kamer, « Bol d'air de Wolfgang Laib », L'Autre Journal, no 93 04,‎ 1993, p. 56-59.

### Interview
- (de) et (en) Sur PersonalStructures.org